# 钱选
钱选（1239年—1301年），字舜举，号玉潭，别号巽峰、霅谿翁等，中国元代画家，吴兴（今浙江湖州）人，工青绿山水。

## 作品

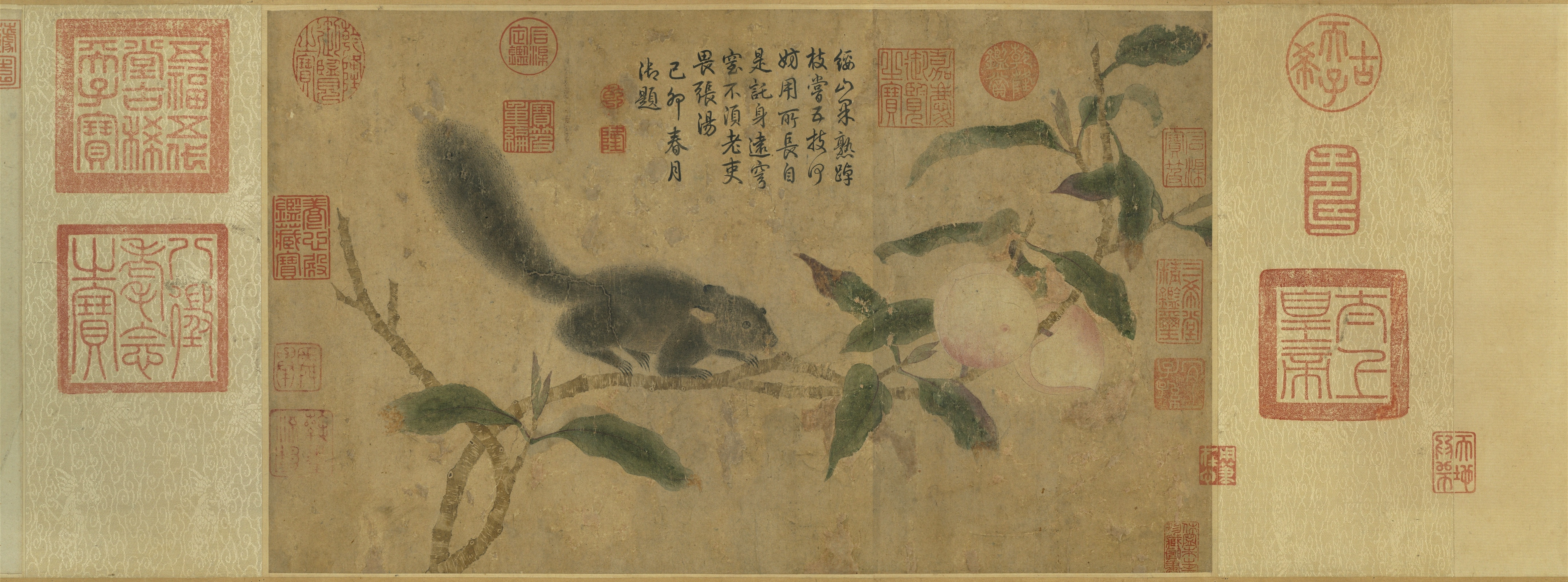
桃枝松鼠圖，國立故宮博物院藏
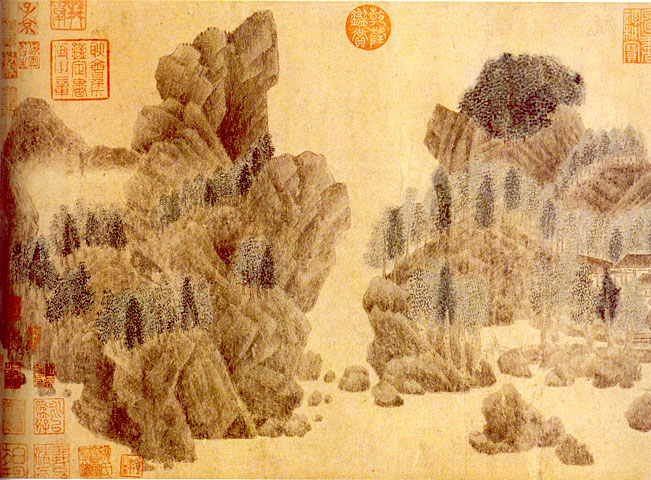
浮玉山居图（局部），藏於中國上海博物館
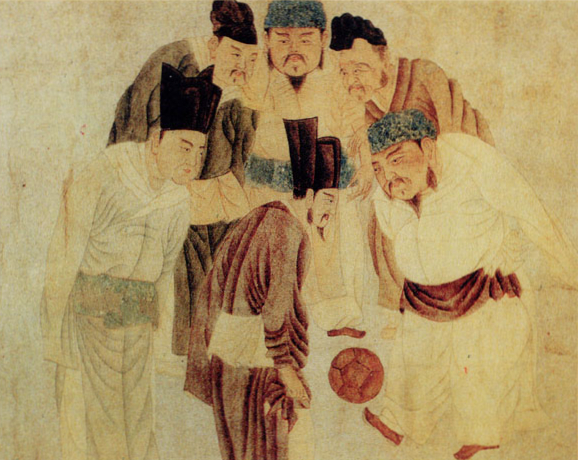
宋太祖蹴鞠图，藏於中國上海博物館
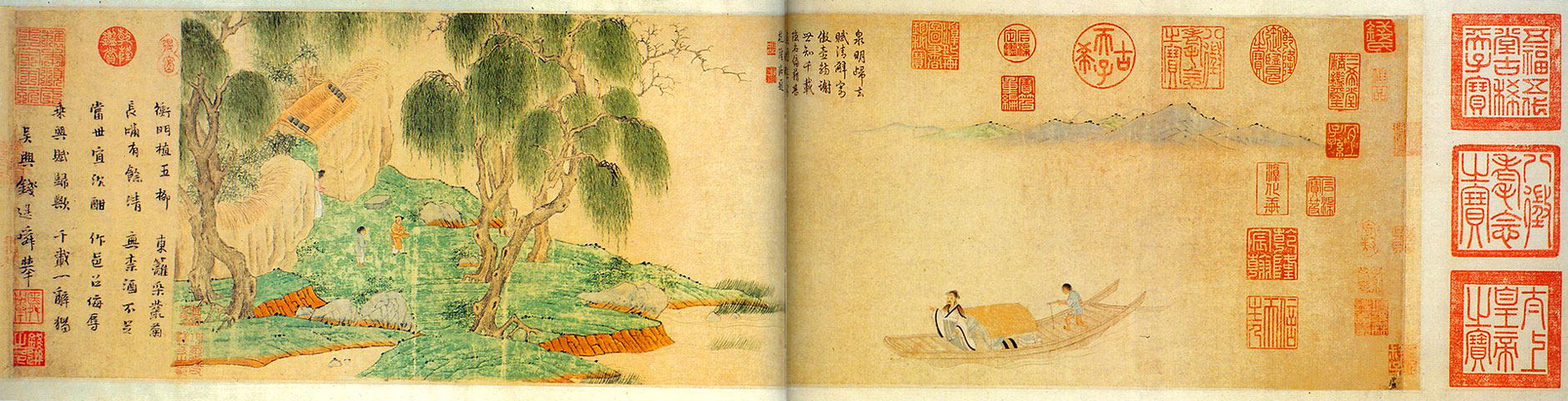
归去来辞图，藏於美國大都會博物館
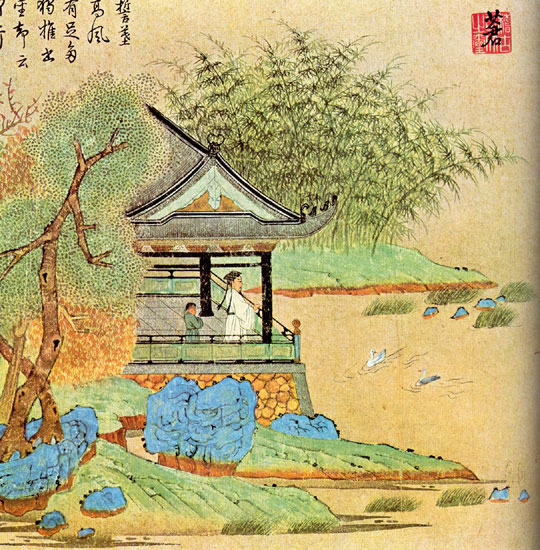
王羲之观鹅图（局部），藏於美國紐約大都會博物館

在元初與趙孟頫、王子中、牟應龍等合稱「吳興八俊」。錢選別號清癯老人，川翁，習懶翁等，家居習懶齋。南宋景定年間鄉貢進士。善長畫人物、山水、花鳥。  （页面存档备份，存于）

## 其他傳世作品
- 《盧仝烹茶圖》軸，藏於台灣台北國立故宮博物院
- 《渭水訪賢圖》，藏於台灣台北國立故宮博物院
- 《牡丹圖》，藏於台灣台北國立故宮博物院
- 《馬圖》，藏於台灣台北國立故宮博物院
- 《秋瓜圖》。  （页面存档备份，存于）藏於台灣台北國立故宮博物院
- 《八花圖卷》，藏於中國北京故宮博物院
- 《上官婉兒》
- 《柴桑翁像》
- 《洗馬圖》
- 《青馬圖》
- 《二馬圖》